# Río Mitong
Río Mitong är ett vattendrag i Ekvatorialguinea. Det ligger i den sydöstra delen av landet, 400 km sydost om huvudstaden Malabo.